# Al Gore
Albert Arnold Gore, Jr. (Washington DC, Estats Units, 31 de març de 1948) és un polític i ecologista estatunidenc. Fou vicepresident dels Estats Units durant la presidència de Bill Clinton, entre els anys 1993 i 2001. L'any 2000 fou el candidat demòcrata a la presidència del país, però va perdre les eleccions en obtenir un menor nombre de grans electors que George Bush Jr., tot i haver obtingut més vots en total.

## Biografia

### Primers anys i educació
|  |

Albert Arnold Gore Jr. va néixer el 31 de març de 1948 a Washington, DC com el segon dels dos fills nascuts d’Albert Gore Sr., representant que més tard va exercir durant 18 anys com a senador estatunidenc de Tennessee, i Pauline (LaFon) Gore, una de les primeres dones a graduar-se a la Facultat de Dret de la Universitat de Vanderbilt. Gore és un descendent d'immigrants irlandesos escocesos que es van establir per primera vegada a Virgínia a mitjans del segle xvii i es van traslladar a Tennessee després de la Guerra de la Independència dels Estats Units. La seva germana gran Nancy LaFon Gore va morir de càncer de pulmó el 1984.
Durant l'any escolar va viure amb la seva família a The Fairfax Hotel a la secció Embassy Row a Washington DC Durant els mesos d'estiu, va treballar a la granja familiar a Carthage, Tennessee, on els Gores cultivaven tabac i fenc i va criar bestiar.
Gore va anar a l'escola St. Albans, un dia de preparació universitària independent i un internat per a nois a Washington, DC de 1956 a 1965, una prestigiosa escola d'alimentació per a la Ivy League. Va ser el capità de l'equip de futbol, va llançar disc per a l'equip d'atletisme i va participar en bàsquet. Es va graduar 25è en una promoció de 51, va sol·licitar una universitat, la Universitat Harvard, i va ser acceptat.

### Harvard
Gore es va matricular a la Universitat Harvard el 1965; inicialment tenia previst especialitzar-se en anglès i escriure novel·les, però més tard va decidir especialitzar-se en govern. En el seu segon dia al campus, va començar a fer campanya pel consell de govern dels estudiants de primer any i en va ser elegit president. Va ser company d'habitació amb l'actor Tommy Lee Jones a Dunster House.
Gore era un àvid lector que es va enamorar de les teories científiques i matemàtiques, però no li va sortir bé a les classes de ciències i va evitar fer matemàtiques. Durant els seus dos primers anys, les seves notes el van situar a la cinquena part inferior de la seva classe. Durant el seu segon any, va passar gran part del seu temps mirant la televisió, tirant al billar i de tant en tant fumant marihuana. En els seus anys de júnior i sènior, es va implicar més en els seus estudis, guanyant As i Bs. En el seu últim any, va fer una classe amb l'oceanògraf i teòric de l'escalfament global Roger Revelle, que va despertar l'interès de Gore per l'escalfament global i altres qüestions ambientals. Gore va obtenir una A en la seva tesi, L'impacte de la televisió en la conducta de la presidència, 1947–1969, i es va graduar amb un AB cum laude el juny de 1969.

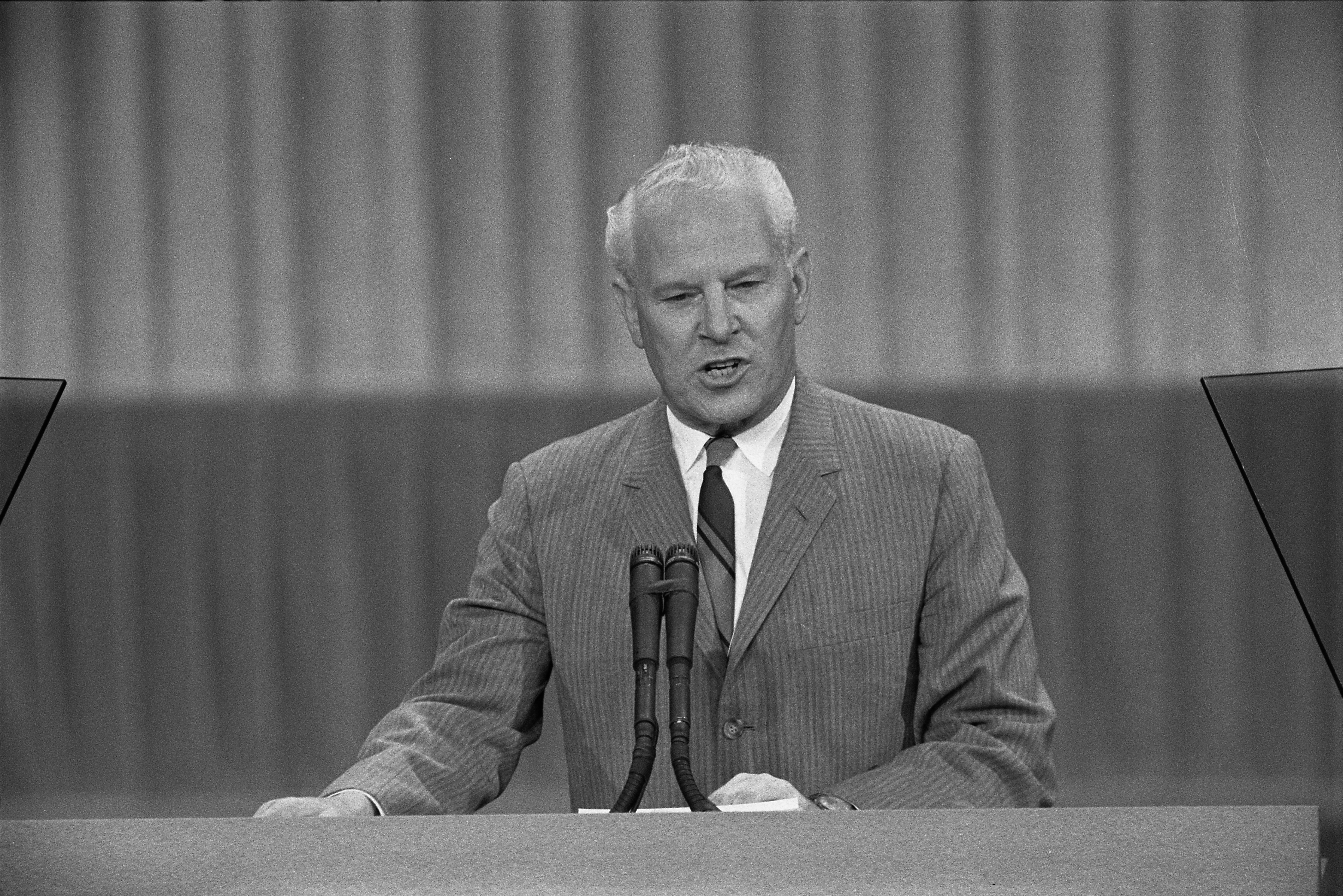
Albert Gore Sr. pronunciant un discurs a la Convenció Nacional Demòcrata de 1968 que el jove Gore el va ajudar a escriure

Gore estava a la universitat durant l'època de les protestes contra la Guerra del Vietnam. Estava en contra d'aquesta guerra, però no estava d'acord amb les tàctiques del moviment de protesta estudiantil. Va pensar que era ximple i juvenil utilitzar una universitat privada com a lloc per desfogar la ira davant la guerra. Ell i els seus amics no van participar en les manifestacions de Harvard. John Tyson, un antic company de pis, va recordar que "Desconfiàvem molt d'aquests moviments... Érem una colla de nois força tradicionals, positius pels drets civils i els drets de les dones però formals, transformats per la revolució social fins a cert punt però sense comprar una cosa que consideràvem perjudicial per al nostre país". Gore va ajudar al seu pare a escriure un discurs contra la guerra a la Convenció Nacional Demòcrata de 1968, però es va quedar amb els seus pares a l'habitació de l'hotel durant les protestes violentes.
Després de la seva graduació, va ingressar en l'Exèrcit estatunidenc i va complir el seu servei militar al Vietnam.

## Carrera política
Va iniciar la seva carrera com a polític l'any 1976, quan va ser escollit congressista demòcrata per l'estat de Tennessee al Congrés dels Estats Units. Posteriorment l'any 1984 fou escollit senador, càrrec en el qual fou reescollit el 1990. Anteriorment, però, l'any 1988 presentà la seva candidatura per a la nominació demòcrata a la presidència d'aquell mateix any, però no tingué èxit.

### Vice presidència Estats Units

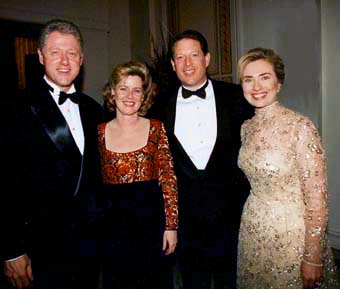
Al Gore al costat de Bill Clinton, i les seves respectives parelles

L'any 1993 fou nomenat vicepresident dels Estats Units durant la presidència de Bill Clinton. Durant la seva estapa de govern es va negar a firmar el Protocol de Kyoto. L'any 1999 va firmar el Pla Colòmbia, país que utilitza de forma sistemàtica la fumigació d'àrees amb glisofat (herbicida) a poblacions i plantacions de cocaïna.

### Eleccions per la presidència
Va ser candidat pel Partit Demòcrata a la Casa Blanca per a les eleccions de novembre de l'any 2000, sent el candidat que més vots va obtenir, lleugerament més que George W. Bush i molt per davant de Ralph Nader i Pat Buchanan.
No obstant això, el seu oponent republicà, George W. Bush va guanyar en nombre de compromissaris. El fet decisiu per aconseguir aquests resultats fou que Bush va obtenir oficialment uns centenars més de vots a l'estat de Florida, estat clau per al recompte donat l'estret marge dels resultats. La validesa d'aquests resultats va ser molt discutida, entre altres motius perquè en diverses taules es presentaven paperetes que propiciaven els equívocs, perquè no es va permetre el vot a nombrosos ciutadans de Florida pels seus antecedents penals, i perquè es van posar greus traves a votants el nom dels quals i cognoms coincidissin amb el dels ciutadans vetats pels seus antecedents. Malgrat tot, després d'unes setmanes de successius recomptes i apel·lacions judicials, Gore va desistir i va reconèixer Bush com guanyador.
Al setembre de 2002 va condemnar fortament la política de Bush a l'Iraq, denominant-la "una distracció" i acusant Bush de danyar la imatge dels Estats Units a l'estranger.
Després d'aixecar una gran expectació, no es va presentar a les primàries demòcrates de 2004, però va donar suport a la candidatura fallida de Howard Dean.

## Activitat ecologista

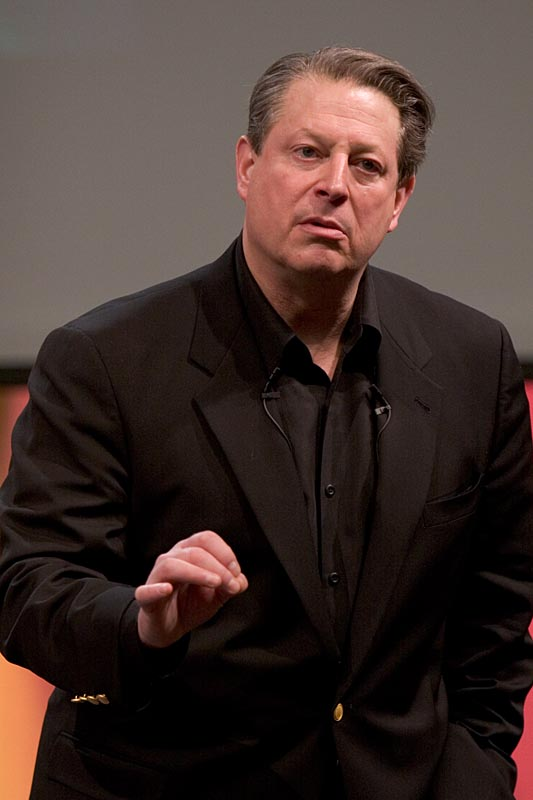
Al Gore en una conferència sobre el canvi climàtic l'agost de 2006

Després de perdre les eleccions de 2000 Gore es va convertir en professor de periodisme durant uns quants mesos. Va treballar a la Middle Tennessee State University, tot i que més tard també va ser professor convidat a les universitats de Colùmbia, la Fisk i a la UCLA.
Posteriorment va tornar a donar conferències sobre ecologia. Anteriorment, l'any 1992, havia publicat Earth in the Balance: Ecology and Human Spirit, en el qual planteja una revolució ecològica necessària per al segle xxi. Posteriorment, Al Gore s'ha transformat en un dels líders ecològics més importants a nivell mundial.
L'any 2005 va fundar la cadena de televisió Current TV. L'estiu de 2006 fou el narrador del documental An Inconvenient Truth ("Una veritat Incòmoda"), que parla sobre l'escalfament global i el canvi climàtic. Aquest documental es convertí amb un gran èxit de públic a nivell internacional, guanyant dos premis Oscar de l'Acadèmia de les Arts i les Ciències Cinematogràfiques de Hollywood, durant el mes de març de 2007: el de millor documental i el de millor cançó original, aquest últim pel tema I Need To Wake Up de Melissa Etheridge. Lluny de qüestionar al consum estatunidenc i responsabilitzar a les empreses transnacionals que el generen, el documental insta a emprendre un camí de recerca d'energies "netes" que reconfiguren el model de destrucció del planeta.
Gore, ha recorregut el món en una atapeïda agenda de difusió i divulgació sobre tema de l'escalfament global, del qual se n'ha fet partícip i cèlebre exponent gràcies a les seves innates capacitats de comunicador.
El juny de 2007 fou proclamat guanyador del Premi Princesa d'Astúries de Cooperació Internacional, i el setembre del mateix any fou guardonat amb el Premi Nobel de la Pau, juntament amb el Grup Intergovernamental sobre el Canvi Climàtic pels seus esforços d'obtenció i difusió d'informacions sobre els canvis climàtics provocats per l'home i per haver posat les bases per a prendre mesures necessàries en la lluita contra aquests canvis.

## Vida personal

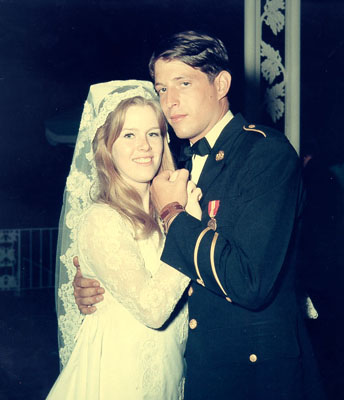
Tipper i Al Gore el dia del seu casament, el 19 de maig de 1970, a la catedral nacional de Washington

Gore va conèixer Mary Elizabeth Tipper Aitcheson a la seva festa de graduació de St. Albans el 1965. Era de la propera escola Santa Agnès. Tipper va seguir a Gore a Boston per anar a la universitat, i es van casar a la catedral nacional de Washington el 19 de maig de 1970.
Tenen quatre fills; Karenna Gore (n. 1973), Kristin Carlson Gore (n. 1977), Sarah LaFon Gore (n. 1979) i Albert Arnold Gore III (n. 1982).
El juny de 2010, els Gores van anunciar en un correu electrònic als amics que després d'una llarga i acurada consideració, havien pres la decisió mútua de separar-se. El maig de 2012, es va informar que Gore va començar a sortir amb Elizabeth Keadle de Rancho Santa Fe, Califòrnia.
Abans de començar la seva carrera política, va assistir a l'Església baptista missionera de New Salem a Elmwood, Tennessee. El 1977, quan es va traslladar al comtat d'Arlington, Virgínia, va assistir a l'església baptista de Mount Vernon. Ell i la seva dona es van batejar l'any 1980 i es van convertir en membres de l'església. El 2004, va anunciar que havia abandonat la Convenció Baptista del Sud, però va romandre baptista. El 2007, va rebre el premi "Baptista de l'any" d'Ethics Daily pel seu activisme mediambiental. Va ser un ponent principal a la convenció del Nou Pacte Baptista de 2008.

## Premis i honors
Gore ha rebut uns quants premis, inclòs el Premi Nobel de la Pau (juntament amb el Panell Intergovernamental sobre el Canvi Climàtic) el 2007, un premi Primetime Emmy per a la televisió actual el 2007, un premi Webby el 2005, el Premi Dan David el 2008 i el Premi Príncep d'Astúries el 2007 de Cooperació Internacional. Va ser elegit membre de la American Philosophical Society el 2008. També va protagonitzar el documental An Inconvenient Truth del 2006, que va guanyar un Oscar al millor documental el 2007 i va escriure el llibre An Inconvenient Truth: The Planetary Emergency of Global Warming and What We Can Do About It, que va guanyar un premi Grammy al millor documental. Àlbum de paraules parlades el 2009. El 2024, Gore va rebre la Medalla Presidencial de la Llibertat pel president dels Estats Units Joe Biden.